# Xynobius notabilis
Xynobius notabilis är en stekelart som först beskrevs av Fischer 1958.  Xynobius notabilis ingår i släktet Xynobius och familjen bracksteklar. Inga underarter finns listade i Catalogue of Life.